# 和田英道
和田 英道（わだ ひでみち、昭和19年（1944年）4月27日 - 平成9年（1997年）1月17日）は、日本の国文学者（日本中世文学）。跡見学園女子大学学長（1990年 - 1993年）、全国大学女子軟式野球連盟理事長、全日本大学女子野球連盟初代会長。

## 生涯
昭和19年（1944年）に熊本県で誕生。昭和48年（1973年）3月に立教大学大学院文学研究科博士課程（日本文学）。
昭和51年（1976年）から跡見学園女子大学講師、昭和54年（1979年）に同大学助教授、昭和59年（1984年）に教授となる。日本中世文学、とくに軍記物を専門とした。
跡見学園女子大学では平成2年（1990年）10月より平成6年（1993年）10月まで学長を務めた。学長時代には留学制度の創設に注力し、学長退任後の平成7年（1995年）3月に国際交流委員長として実現にこぎつけた。平成9年（1997年）1月17日に肝硬変のため死去し、大学葬が営まれた。
妻は国文学者（平安後期文学）の和田律子（流通経済大学教授）。息子に国文学者和田琢磨（早稲田大学文学学術院教授）。

## 国文学
国文学者で跡見学園女子大学学長を務めた山崎一穎によれば、和田は学生時代に母親が長く病気を患った末に亡くなっており、その体験と日本中世文学の底流にある無常観とのあいだに繋がりを見出して、中世文学を志すようになったのだろう、としている。
主に軍記物を専門とし、『明徳記:校本と基礎的研究』（1990年、笠間書院）などの著書がある。

### 著作等
- 著
  - 『明徳記：校本と基礎的研究』1990年、笠間書院

- 編
  - 『応仁記・応仁別記』1978年、古典文庫
  - 『年表資料中世文学史』2008年、笠間書院

- 訳
  - 『とはずがたり』1984年、創英社。（訳・注）

## 女子野球とのかかわり
和田は中学校・高校生の頃は陸上・短距離で全国大会に出場したことがあったといい、立教大学では野球部には所属せず草野球をやっていたという。跡見学園女子大学に勤務後、昭和53年（1978年）に女子大野球部ができると、野球部の顧問（部長兼監督）となった。和田が率いた跡見学園女子大学野球チームは関東女子大学有数の強豪と知られるようになった。
各地の女子大学に野球部が創設されると、和田は全国大学女子軟式野球連盟理事長に就任、のちに全日本大学女子野球連盟の初代会長となった。和田の死後、1997年から女子大学野球の全国大会の敢闘賞は「和田賞」となっている。